# Афанасьев, Евгений Степанович
Евгений Степанович Афанасьев (16 октября 1942, Кослан, Коми АССР — 21 января 1998) — коми журналист и писатель-сатирик.

## Биография
Родился 16 октября 1942 года в селе Кослан Удорского района Коми АССР. Детство провёл в деревне Мучкас. Окончил семилетнюю школу села Пысса в 1957. Среднюю школу окончил в Кослане в 1960 году. Отслужил в армии. По возвращении работал учителем физкультуры в восьмилетней школы села Пысса, после чего устроился на работу лесорубом и проработал им восемь лет. С 1976 года был фотокорреспондентом газеты «Выль туйöд».
Написал книги «Кытшъяс», «Пурзьöмын ар пом», «Вежласяна поводдя». Его первыми шагами в литературе стали сочинения юмористических рассказов, затем стал сочинять рассказы для детей. Его произведения публиковались в журналах «Войвыв кодзув»  и  «Чушканзi», «Би кинь», «Арт», в газетах «Выль туйöд» и «Коми му». В газете «Коми му» он работал спецкором.
В 1977 году в журнале «Войвыв кодзув» был опубликован первый рассказ «Нескончаемый разговор». Всего в этом журнале были напечатаны более двадцати его рассказов и две повести. 
Умер 21 января 1998 года. Похоронен в селе Важгорт Удорского района Республики Коми.
В 2007 году свет увидела книга небольших повестей и рассказов писателя для детей «Вежласяна поводдя», которая была подготовлена к юбилею Евгений Афанасьева его дочерью, поэтессой Е. Афанасьевой. В сборник были включены лучшие произведения.

## Память
28 июня 2014 года в селе Большая Пысса состоялось открытие мемориальной доски почетному жителю села, писателю и журналисту Евгению Афанасьеву.